# Uttarahalli
Uttarahalli è una suddivisione dell'India, classificata come census town, di 10.467 abitanti, situata nel distretto di Bangalore Urbana, nello stato federato del Karnataka. In base al numero di abitanti la città rientra nella classe IV (da 10.000 a 19.999 persone).

## Geografia fisica
La città è situata a 12° 54' 24 N e 77° 32' 46 E.

## Società

### Evoluzione demografica
Al censimento del 2001 la popolazione di Uttarahalli assommava a 10.467 persone, delle quali 5.488 maschi e 4.979 femmine. I bambini di età inferiore o uguale ai sei anni assommavano a 1.339, dei quali 695 maschi e 644 femmine. Infine, coloro che erano in grado di saper almeno leggere e scrivere erano 7.057, dei quali 4.018 maschi e 3.039 femmine.